# Szabó Bence (vívó)
Szabó Bence (Budapest, 1962. június 13. –) kétszeres olimpiai bajnok magyar kardvívó, edző, sportvezető.

## Pályafutása

### Sportolóként
1980-ban érettségizett az Óbudai Árpád Gimnázium. 1974-ben kezdte el a vívást az Újpesti Dózsában. 1981-ben helyezetlen, 1982-ben hetedik volt a junior világbajnokságon. 1983-ban ötödik helyezést ért el a felnőtt országos bajnokságon. Az universiaden csapatban harmadik, egyéniben negyedik lett. 1985-ben csapatban magyar bajnok lett. Az Újpesttel harmadik helyen végzett a BEK-ben. Az universiaden csapatban ötödik volt. 1987-ben aranyérmet szerzett egyéniben és csapatban az universiaden. A magyar vívó-válogatottba először 1988-ban szerepelt világversenyen. Az 1988-as szöuli olimpia vívótornáján a Bujdosó Imre, Csongrádi László, Gedővári Imre, Nébald György és Szabó Bence összeállítású kardcsapat olimpiai aranyat nyert. A BEK-ben klubcsapatával első lett.
1989-ben megnyerte egyéniben a világkupát. Magyar bajnok volt csapatban és egyéniben. A világbajnokságon csapatban negyedik helyen végzett. A BEK-ben megvédték elsőségüket az Újpesti Dózsával. 1990-ben csapatban második, egyéniben ötödik volt a világbajnokságon. A következő évben világbajnokságot nyert csapatban. Az Újpesttel ismét BEK-győztes volt. Az Európa-bajnokságon egyéniben és csapatban is első lett. Az 1992-es barcelonai olimpián egyéni kardvívásban olimpiai bajnok, a csapattal olimpiai ezüstérmes lett. Ebben az évben ismét első volt a kard BEK-ben.
1993-ban ismét megnyerte klubjával a BEK-et. A világbajnokságon egyéniben második, csapatban első volt. Az Európa-bajnokságon egyéniben kilencedik lett. 1994-ben a vb-n csapatban ezüst-, egyéniben bronzérmet nyert. A következő évben egyéniben a 32 között kiesett a világbajnokságon. Csapatban harmadik lett. Az 1996-os atlantai olimpián a magyar csapat zászlóvivője volt, a kardcsapattal ismét ezüstérmet szerzett. Ekkor fejezte be versenyzői pályafutását. 1998-ban az Újpest színeiben szerepelt a csapat bajnokságon. 1999-ben visszatért, hogy kiharcolja az olimpiai indulás lehetőségét, de tervét nem sikerült véghezvinnie.

### Sportvezetőként
Még aktív vívóként, 1987-ben végezte el a Kereskedelmi és Vendéglátóipari Főiskolát. 1992-ben az Európai Vívó Szövetség versenyzői bizottságának tagja lett. 1996-ban pályázott a NOB sportolói bizottsági tagságára. Visszavonulása után az Újpesti TE ügyvezető elnökévé választották, majd 1998 és 2001 között a klub elnöke volt. 1998-ig betöltötte az Újpest FC ügyvezetői posztját. 1999-ben pályázott a Nemzetközi Vívó Szövetség propaganda bizottsági tagságára, sikertelenül. 1992 és 2005 között a Magyar Vívószövetség elnökségi tagjaként is dolgozott. A Magyar Olimpiai Bizottság tagjává is megválasztották.
2001 márciusában a Magyar Vívószövetség felkérésére a válogatott kard fegyvernemi menedzsere lett. Rövid ideig tevékenykedett ebben a beosztásában, már 2001 decemberétől a magyar vívóválogatott szövetségi kapitányaként dolgozott. 2005 decemberében közös megegyezéssel távozott a posztjáról. Ebben az évben pályázott a MOB főtitkári posztjára, de nem kapott elég szavazatot. 2007 júniusában a venezuelai vívóválogatott technikai igazgatójává nevezték ki. Később a Vasas edzője volt.
2011 márciusában a MOB sportigazgatója lett. 2012 októberében a MOB főtitkárának választották meg. Ezt a posztját 2016 novemberéig töltötte be. 2017 májusában jelölte magát a MOB elnöki posztjára, de a szavazáson nem kapott elegendő voksot.

## Díjai, elismerései
- A Magyar Népköztársaság csillagrendje (1988)
- A belügyminiszter aranygyűrűje (1988)
- Az év magyar vívója (1989, 1992, 1993, 1994)
- A Magyar Köztársasági Érdemrend tisztikeresztje (1992)
- Az év magyar férfi sportolója választás harmadik helyezett (1992)
- A Magyar Köztársasági Érdemrend középkeresztje (1996)
- Újpest díszpolgára (2014)[5]
- a Nemzetközi Vívószövetség (FIE) Hírességek Csarnokának tagja (2016)[6]
- Edzői életműdíj (Magyar Edzők Társasága) (2022)[7]